# 강희언
강희언(姜熙彦, 1710년 ~ 1784년)은 조선 후기의 화가이다. 본관은 진주. 자는 경운(景運), 호는 담졸(澹拙). 대표작으로 석공도, 사인삼공도, 인왕산도, 북궐조무도 등이 있다.